# Stade René Pleven
Das Stade René Pleven ist ein Mehrzweckstadion in Cotonou im Département Littoral in Benin, das 10.000 Zuschauern Platz bietet. Das überwiegend für Fußballspiele genutzte Stadion ist die Heimspielstätte von Soleil FC und Requins de l’Atlantique FC.
Im Rahmen der Qualifikation zur Fußball-WM 2006 absolvierte die Beninische Fußballnationalmannschaft am 9. Oktober 2005 ihr abschließendes Gruppenspiel gegen Libyen im Stade René Pleven.